# Train (rivier)
De Train is een kleine zijrivier van de Dijle in de Belgische provincie Waals-Brabant. In de vallei van deze rivier liggen de gemeenten Chaumont-Gistoux en Graven. De Train ontspringt in Corroy-le-Grand en mondt uit in de Dijle vlak voor deze laatste de taalgrens kruist, ter hoogte van de voormalige Abdij van Florival. De rivier kent verschillende zijrivieren, waaronder de Ry Delcourt, de Glabais, de Hèze, de Piétrebais en de Lambais.